# Pascal Verbeken
Pascal Verbeken, né à Gand en 1965, est un écrivain, journaliste et documentariste belge néerlandophone. Spécialisé dans les reportages de terrain et les enquêtes historiques, il est l’auteur de plusieurs livres de non-fiction qui explorent l’identité belge à travers ses aspects sociaux, culturels et industriels. Verbeken a également contribué à des projets télévisés et documentaires basés sur ses œuvres,.

## Biographie
Pascal Verbeken a grandi à Gand dans le quartier de Moscou et a étudié la philologie germanique à l’Université de Gand. Il commence sa carrière journalistique comme pigiste pour De Gentenaar avant de rejoindre en 1998 De Standaard en tant que rédacteur en chef. De 1999 à 2010, il occupe le poste de rédacteur en chef chez Humo. Par la suite, il travaille comme journaliste indépendant, collaborant régulièrement avec De Morgen et Knack, ainsi que pour des émissions diffusées par la VRT et la RTBF,,.
Verbeken a également contribué à des articles pour la revue Wilfried, dont il a inspiré le projet journalistique.
Sa carrière d'écrivain a débuté avec le livre Arm Wallonië, publié en 2007 qui lui fait remporter en 2008 le prix M.J. Brusse du Meilleur livre journalistique,.
Cet livre est traduit en français en 2010 sous le titre La Terre promise, flamands en Wallonie et devient un documentaire sous le nom de la Terre promise (het Belofte land en néerlandais) diffusée sur les deux chaines nationales Canvas et la RTBF. Pascal Verbeken est réalisateur et scénariste avec Luckas Vander Taelen.

## Thèmes récurrents et style littéraire
Les œuvres de Pascal Verbeken sont profondément ancrées dans son parcours de journaliste et dans sa connaissance des réalités sociales de la Belgique. Son écriture, qui mêle reportage, enquête de terrain et mémoire orale, se caractérise par une volonté de donner une voix aux oubliés et aux marginalisés. À travers ses ouvrages, il explore des thèmes tels que le déclin industriel, l'impact des migrations et la résilience des communautés face aux adversités.
Son approche littéraire est aussi marquée par une sorte de vagabondage intellectuel et géographique, qui reflète sa recherche constante de compréhension et d'engagement avec les réalités du terrain. Cette errance, tant physique que mentale, nourrit son écriture et l’amène à explorer des territoires souvent laissés pour compte, à la fois dans ses sujets et dans son style.
Un élément central de son travail est sa capacité à rendre compte des tensions historiques et culturelles entre les régions du pays, particulièrement entre la Wallonie et la Flandre. Ces enjeux sont au cœur de ses réflexions et de son style, qui combine une écriture incisive et une sensibilité sociale,.
Cette perspective est notamment illustrée par sa trilogie, qui explore les trois principales régions de la Belgique : Arm Wallonië (2007) pour la Wallonie, Grand Central Belge (2011) pour la Flandre et Brutopia (2019) pour Bruxelles. Ces trois livres, qui abordent à la fois le présent et le passé de ces régions, révèlent les dynamiques sociales, économiques et culturelles qui les façonnent.
Verbeken est largement reconnu en Flandre comme un spécialiste de la Wallonie, région qui occupe une place centrale dans ses œuvres, avec un intérêt particulier pour Charleroi, ville à laquelle il se dit profondément attaché depuis 2004 et à laquelle il a dédié en 2024 un livre guide Mijn Charleroi. Een gids voor ontdekkingsreizigers (« Mon Charleroi. Un guide pour les explorateurs » en français),.

## Œuvre littéraire principale

### Arm Wallonië: het belofte land(2007) -La Terre Promise: flamands en Wallonie(2010)
Dans ce premier livre, Pascal Verbeken explore l’immigration flamande vers les régions industrielles de Wallonie, telles que Charleroi et Liège. S’inspirant de À travers les Flandres d’Auguste De Winne, publié en 1902 et traduit en néerlandais sous le titre Door arm Vlaanderen en 1903, il parcourt ces lieux à moto, documentant, un siècle plus tard, les traces laissées par les travailleurs flamands dans ces zones autrefois prospères. L’ouvrage, enrichi de photographies réalisées par Michiel Hendryckx, mêle archives, témoignages et reportage, offrant un portrait vivant des conséquences sociales du déclin industriel,.

### Grand Central Belge. Voetreis door een verdwijnend land(2011)
Ce livre propose un voyage le long des anciennes lignes ferroviaires belges Grand Central Belge, reliant des villes et villages chargés d’histoire. Verbeken y explore le rôle du chemin de fer dans le développement économique et social de la Belgique, tout en révélant les changements survenus avec la modernisation et la désindustrialisation. En 2014, il co-écrit le scénario du documentaire basé sur ce livre.

### Tranzyt Antwerpia. Reis in het spoor van de Red Star Line(2013)
En collaboration avec le photographe Herman Selleslags, Pascal Verbeken revisite les mémoires de Benjamin Kopp, un migrant de 1912. Ce récit de voyage les emmène de Varsovie à Anvers, en passant par Cracovie, Auschwitz et Berlin. Tranzyt Antwerpia relie le passé de l’Europe des émigrants à une réflexion sur les migrations contemporaines,.

### Miavoye: op bedevaart naar Paul van Ostaijen(2014)
Dans ce livre, Pascal Verbeken collabore avec Koen Peeters, Koen Broucke et Peter Holvoet-Hanssen. Miavoye raconte l’histoire de quatre hommes captivés par la poésie et le destin dramatique de Paul van Ostaijen. Ils entreprennent un pèlerinage de trois jours vers le village wallon de Miavoye et le sanatorium Le Beau Vallon, où le poète est mort en 1928. Ce voyage devient à la fois une déclaration d’amour à Van Ostaijen et un émouvant récit de quatre hommes face à la vie et à la mort.

### Duistere Wegen. Reis naar Vincent van Gogh in de Borinage(2014)
Dans cet ouvrage, Verbeken suit les pas de Vincent Van Gogh lors de son séjour dans le Borinage, une région minière en déclin. Il explore la pauvreté et les luttes des mineurs, tout en analysant l’impact de cet environnement sur l’artiste,.

### Brutopia. Dromen van Brussel(2019)
Avec Brutopia, Verbeken examine Bruxelles, une ville cosmopolite marquée par de profondes contradictions. À travers des lieux emblématiques tels que Molenbeek et les cités-jardins, il met en lumière les défis sociaux et les récits de ceux qui y ont trouvé refuge, comme Karl Marx ou Paul Otlet.

### Mijn Charleroi. Een gids voor ontdekkingsreizigers(2024)
Dans son dernier ouvrage, Verbeken explore Charleroi, ville emblématique du passé industriel belge. Plus qu’un simple guide, le livre offre un portrait nuancé de ses habitants et de son patrimoine industriel, tout en mettant en lumière les transformations sociales et culturelles actuelles. Mijn Charleroi est enrichi de photographies de Jelle Vermeersch et d’anecdotes personnelles qui capturent la géographie unique et le charme brut de cette ville.

## Publications
- (nl) Arm Wallonië (2007)
- (fr) La terre promise (2010)
- (nl)Grand Central Belge (2011)
- (nl), (fr)Eurowash 2000 (2012)
- (nl) Somewhere City (2013)
- (nl)Tranzyt Anversia (2013)
- (nl) Miavoye (2014)
- (nl) Duistere wegen - Vincent van Gogh in de Borinage (2015)
- (nl) Brutopia - De dromen van Brussel (2019)
- (nl) Mijn Charleroi - Een gids voor ontdekkingsreizigers (2024)

## Documentaires
- (nl) Arm Wallonië (2010) - Réalisation et scénario
- (fr) La terre promise (2010) - Réalisation et scénario
- (nl) 100 jaar Vooruit (2013) - Co-scénariste
- (nl) Grand Central Belge (2014) - Co-scénariste

## Récompenses
- Arm Wallonië (2007) en 2008 a remporté le prix MJ Brusse du meilleur livre journalistique du fonds néerlandais pour les projets journalistiques spéciaux et a été sélectionné pour le prix de la banque ABN AMRO pour la non-fiction[6].
- Grand Central Belge (2011) en 2012 a été nommé sur la liste restreinte du prix VPRO Bob Den Uyl pour le meilleur livre de voyage et sur la liste de conseils du prix de littérature AKO.[20]